# St. Sebastian (Greuth)

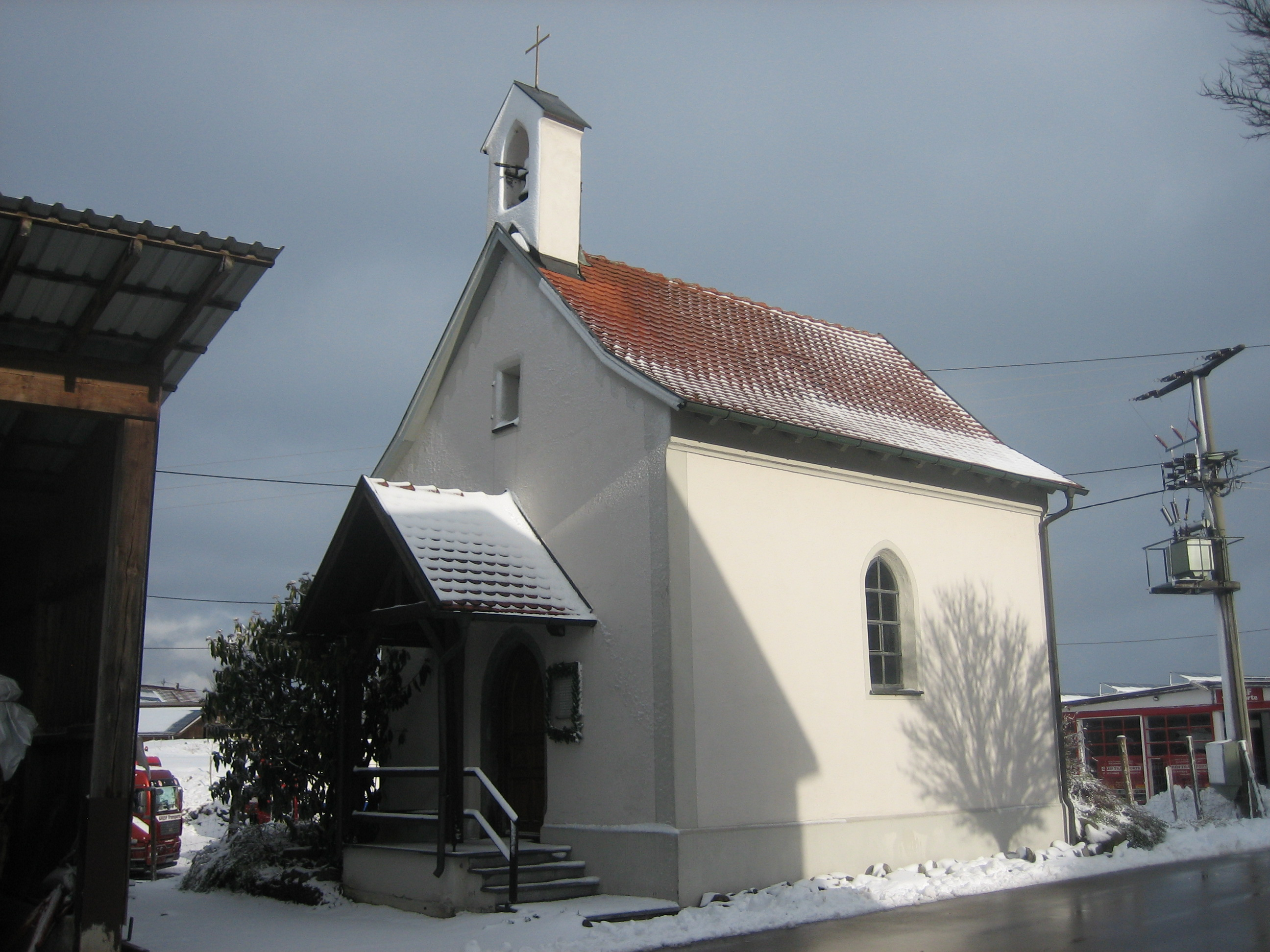
Wegkapelle St. Sebastian in Greuth bei Kronburg

Die römisch-katholische Kapelle St. Sebastian befindet sich in Greuth, einem Ortsteil von Kronburg im Landkreis Unterallgäu in Bayern. Die Kapelle steht unter Denkmalschutz. Diese befindet sich inmitten des Ortes Greuth.

## Beschreibung
Die Kapelle wurde 1853 errichtet. Das Gebäude ist ein rechteckiger Raum und mit einem Satteldach gedeckt. Die Decke im Inneren ist eine Flachtonne mit Stichkappen. An beiden Seiten besteht jeweils ein spitzbogiges Fenster. Neben dem spitzbogigen Eingang der Kirche befindet sich eine Gedenktafel für die Gefallenen der beiden Weltkriege. Die Kapelle ist dem Heiligen Sebastian geweiht.